# Дисфункциональная семья
Неблагополучная семья или дисфункциональная семья — это такая семья, в которой на регулярной основе происходят конфликты, а зачастую присутствуют неисполнение родительских обязанностей и насилие над детьми, что заставляет остальных членов семьи приспосабливаться к этим действиям. Как правило, дети в неблагополучных семьях растут с пониманием, что подобная ситуация является нормальной. Как правило, семью делают неблагополучной двое взрослых, один из которых является абьюзером, а другой является созависимым (зачастую — в условиях злоупотребления психоактивными веществами или наличия расстройств личности). Родители, которые сами выросли в неблагополучной семье, могут как перенимать модель отношений своих собственных родителей, так и чрезмерно корректировать её. В некоторых случаях абьюзивный родитель жестоко обращается со своими детьми или пренебрегает ими, а другой родитель не показывает возражения, чтобы ребёнок взял на себя вину.

### Общая информация
Распространённым заблуждением о неблагополучных семьях является ошибочное убеждение, что родители в такой семье обязательно находятся на грани разрыва отношений и/или развода. Хотя в некоторых случаях это верно, чаще всего родители в такой семье удовлетворены семейной жизнью: обычно неблагополучная семья устроена таким образом, что недостатки двух родителей компенсируют друг друга. Зачастую им просто некуда уходить друг от друга. Это, однако, не обязательно значит, что такая семья является стабильной. Любой серьёзный стресс, например из-за переезда, безработицы или тяжёлого материального положения, физического или психического заболевания, социального или политического бедствия, может резко обострить проблемы в такой семье, затрагивая детей. Неблагополучные семьи встречаются во всех классах общества независимо от социального и материального положения и уровня образования родителей.

## Признаки неблагополучных семей

### Универсальные признаки
Почти все неблагополучные семьи имеют следующие общие признаки:
- Отсутствие эмпатии, понимания и сочувствия по отношению к одним членам семьи на фоне выражения эмпатии или согласия по отношению другим членам семьи (одному или нескольким), которые имеют реальные или мнимые «особые потребности». Другими словами, одни члены семьи постоянно получают больше, чем заслуживают, а другие находятся в маргинальном положении.
- Отрицание (отказ признавать абьюзивное поведение, считая сложившуюся ситуацию нормальной или даже полезной).
- Размытые или отсутствующие личные границы (например, толерантность к неприемлемому обращению с одним из членов семьи, неспособность выстроить границы приемлемого и неприемлемого обращения; терпимость к физическому, эмоциональному или сексуальному насилию).
- Неуважение к личным границам других (например, физический контакт, который не нравится другому человеку; нарушение важных обещаний без уважительной причины; намеренное нарушение личной границы, выстроенной другим человеком).
- Крайности во время семейных конфликтов (например, драки, либо, наоборот, неумение обсуждать проблемы и говорить о них).
- Неравное или несправедливое отношение к одному или нескольким членам семьи на основе любых признаков, таких как пол, порядок рождения, возраст, социальная роль и роль в семье ("родитель — ребёнок", "мать — отец", "добытчик — нахлебник"), умственные и физические способности или социальный успех, раса, каста и т.д.

### Широко распространённые признаки
Не являющиеся универсальными, следующие признаки, тем не менее, часто встречаются в неблагополучных семьях:
- Высокий уровень ревности или других видов контролирующего поведения.
- Конфликты из-за семейного положения:
  - между не живущими вместе или разведёнными родителями (обычно по поводу или в результате этого разрыва);
  - конфликт между родителями, которые остаются в браке, часто якобы «ради детей», но чей разрыв или развод на самом деле улучшит положение детей;
  - конфликт между родителями, которые хотят развестись, но не могут по финансовым, социальным (в том числе религиозным) или юридическим причинам.
- Дети боятся говорить (в семье или вне семьи) о том, что происходит дома, или иным образом показывают страх перед родителями.
- Аномальное сексуальное поведение (супружеские измены, беспорядочные половые связи, инцест).
- Семья мало времени проводит вместе, особенно на развлекательных и общественных мероприятиях («Мы никогда ничего не делаем всей семьёй»).
- Родители настаивают на том, что относятся к своим детям справедливо и беспристрастно, хотя на самом деле это не так.
- Члены семьи (включая детей) отрекаются друг от друга или отказываются появляться вместе на публике (как односторонне, так и взаимно).

### Особые признаки
При определённых условиях семья может стать неблагополучной ввиду внешних обстоятельств. Например, трудностей с интеграцией в новую культуру, напряжённостью во взаимоотношениях между нуклеарными членами семьи и широким кругом родственников (например, проблемы в отношениях между матерью и бабушкой, поколенческий конфликт между родителям и бабушкой и дедушкой), подросткого бунта, различий в идеологических и политических убеждениях членов семьи и т.д.

### С точки зрения семейной психологии
С точки зрения семейной психологии указанием на то, что семья является неблагополучной, является появление коалиций внутри семьи. Коалиции могут быть следующие:
- Отшельник (либо родитель, либо ребёнок противопоставляет себя остальной части единой семьи).
- Родитель против родителя (частые конфликты между взрослыми — как женатыми, так и разведёнными или разлучёнными).
- Поляризованная семья (родитель и один или несколько детей занимают в конфликте противоположные стороны).
- Родители против детей (межпоколенческий конфликт, разрыв между поколениями, что называется «дисфункцией культурного шока»).
- Балканизированная семья (по названию войны на Балканах, где состав коалиций несколько раз менялся, а участники конфликта были то по одну, то по другую сторону).
- Куча-мала (все члены семьи вовлекаются в конфликт и действуют непредсказуемо под влиянием обстоятельств).

## Родители

### Признаки нездорового воспитания
Признаки нездорового воспитания, которые могут привести к неблагополучию семьи, включают:
- Нереалистичные ожидания от детей.
- Насмешки над детьми[7].
- Условная любовь вместо безусловной[7].
- Неуважительное отношение[7], в особенности презрение.
- Эмоциональная нетерпимость (членам семьи не разрешается выражать «неправильные» эмоции).
- Социальная изоляция[7] (например, родители не желают общаться с другими семьями, особенно с детьми того же пола и возраста, либо ничего не делают, чтобы помочь своему ребёнку, у которого нет друзей).
- Подавленная речь[7] (из-за того, что детям не разрешается выражать несогласие или подвергать сомнению авторитеты).
- Детям не разрешается развивать свою собственную систему ценностей[7].
- Гиперопека или, наоборот, недостаточная опека.
- Апатия («Мне всё равно!»).
- Манипулирование через принижение («Ты ничего не можешь сделать правильно!»).
- Манипулирование через стыд («Позор тебе!»).
- Манипулирование через жалость (человек использует жалостный голос вне зависимости от того, что говорит)
- Лицемерие (родитель учит ребёнка делать одно, а сам делает по-другому).
- Отсутствие прощения за мелкие проступки или происшествия.
- Осуждающие высказывания в отношении ребёнка или его демонизация («Ты лжец!»).
- Чрезмерная критика ребёнка на фоне отсутствия должной похвалы (специалисты в области психического здоровья утверждают, что наиболее здоровой формой воспитания является сочетание 80–90% похвалы с 10–20% конструктивной критики)[8][9].
- Двойные стандарты — противоречивые психологические сигналы ребёнку за счет использования двойной системы ценностей:
  - один набор ценностей работает для внешнего мира, а другой (отличный от первого) работает для ребёнка;
  - разным детям в одной и той же семье прививают разные системы ценностей.
- Отсутствующий родитель (редко доступный для своего ребёнка из-за перегрузки на работе, злоупотребления алкоголем / наркотиками, азартных игр или других аддикций.
- Невыполненные серьёзные обещания, касающиеся детей («Мы сделаем это позже»).
- Одному ребёнку даётся то, что по праву принадлежит другому.
- Гендерные предубеждения (к ребёнку относятся несправедливо из-за его пола и гендерных стереотипов).
- Проблемы в половом воспитании: 
  - слишком много внимания сексуальности;
  - слишком раннее обсуждение различных аспектов сексуальности с ребёнком;
  - слишком мало внимания вопросом сексуальности при воспитании;
  - слишком позднее сексуальное воспитание.
- Неправильная дисциплина: основана на эмоциях либо семейной политике, а не на установленных правилах (например, «наказания неожиданностью» — когда родители систематически делают что-то неожиданно, чтобы уличить ребёнка в каком-либо проступке. Например, систематически неожиданно вламываются в комнату к ребёнку).
- Нестабильное эмоциональное состояние родителя из-за злоупотребления психоактивными веществами, расстройств личности или стресса.
- Родители всегда (или никогда) не принимают сторону своих детей, когда люди сообщают им о плохом поведении ребёнка или учителя сообщают о проблемах ребёнка в школе.
- Козёл отпущения (сознательное/неосторожное обвинение одного ребёнка в проступках другого)
- «Туннельное видение» проблем ребёнка (например, из-за того, что ребёнок не успевает в школе, родитель считает, что его ребёнок плохо обучаем, при этом не учитывая тот факт, что ребенок длительное время отсутствовал на уроках из-за болезни).
- Старшим детям дают чрезмерную власть над младшими детьми (либо, наоборот, вообще не дают возможности воздействовать на младших детей).
- Ребёнку часто не дают принимать участие в тех мероприятиях, в которых он хочет (при условии что эти мероприятия законны, соответствуют возрасту ребёнка, общеприняты в культурном отношении).
- «Разберёмся без тебя» (позицию ребёнка не рассматривают, когда обвиняют его в чём-либо, либо не прислушиваются к мнению ребёнка по тем вопросам, которые на него сильно влияют).
- Регулярное принуждение детей к мероприятиям, которые не соответствуют их возрасту и уровню развития (например, когда 12-летнего ребёнка отправляют в дошкольное учреждение; когда маленького ребёнка берут с собой в казино и т.д.)
- Гиперэкономия на ребёнке — важные потребности детей оставляют полностью или частично неудовлетворёнными из-за денег (например, отец не покупает своему сыну велосипед, потому что он хочет накопить деньги на пенсию или «что-то важное»).
- Разногласия по поводу роли наследственности в воспитании (например, когда родители (зачастую, не биологические) списывают общие проблемы ребёнка на его наследственность, хотя фактической причиной является неправильное воспитание).

### Модели дисфункционального поведения[10]

#### Манипулирование ребёнком
Одним из распространенных видов дисфункционального поведения родителей является манипулирование ребёнком с целью достижения какого-либо результата, ущемляющего права или интересы другого родителя. Например, словесные манипуляции, такие как:
- распространение сплетен о другом родителе;
- общение с родителем через ребёнка вместо прямого контакта родителей (в процессе подвергая ребёнка риску недовольства другого родителя этим общением);
- попытки разведать или получить информацию через ребёнка (шпионаж);
- внушение ребёнку неприязни ко второму родителю;
- безразличие к пагубному поведению второго родителя по отношению к ребёнку.

Зачастую, такие манипуляции происходят в результате разрыва или развода родителей. Однако это может иметь иметь место в полных семьях; в этом случае подобная манипуляция называется триангуляцией.

#### Другие модели дисфункционального поведения родителей
- Использование (деструктивно-нарциссические родители, которые устанавливают над ребёнком контроль посредством манипуляции страхом и любовью).
- Насилие (родители применяют физическое, эмоциональное или сексуальное насилие над своими детьми).
- Перфекционизм (родитель зациклен на порядке, престиже, власти или идеальной внешности ребёнка, не давая ребёнку ни в чём потерпеть неудачу).
- Догматизм, в т.ч. религиозный (суровая и негибкая дисциплина, когда детям не разрешается адекватно выражать несогласие, подвергать сомнению авторитет или развивать свою собственную систему ценностей).
- Несправедливое воспитание (крайности по отношению к одному члену семьи на фоне игнорирования потребностей других членов семьи).
- Депривация (контроль путём отказа в любви, поддержке, сочувствии, похвале, внимании, поощрении, заботе, либо подвергая благополучию своих детей риску иным образом).
- Насилие среди братьев и сестёр (родители не вмешиваются, когда один из братьев применяет физическое или сексуальное насилие по отношению к другому).
- Отвержение (родитель умышленно разлучается со своими детьми, не желая дальнейших контактов, а в некоторых случаях не находя других форм опеки над детьми, оставляя их сиротами).
- Ублажение (родители вознаграждают плохое (даже по своим собственным стандартам) поведение одного ребёнка и неизбежно наказывают другого ребёнка за хорошее (даже по своим собственным стандартам) поведение, чтобы сохранить мир и избежать истерик. «Мир любой ценой»).
- Манипуляции лояльностью (незаслуженные поощрения и щедрое внимание ребёнку, чтобы сделать так, чтобы любимый, но мятежный ребёнок стал самым лояльным и хорошо воспитанным, при этом тонко игнорируя реальные желания и потребности этого ребёнка).
- Тотальный контроль (родители контролируют жизнь своих детей или отношения между разными своими детьми на уровне мельчайших деталей).
- «Стахановцы» (уважаемые в сообществе родители оскорбляют или жестоко обращаются с одним или несколькими своими детьми).
- «Пиар-менеджер» (детей предупреждают, чтобы они "не выносили сор из избы" и не разглашали то, что происходит дома, в т.ч. драки, жестокое обращение или вред, иначе им грозит суровое наказание. «Никому не рассказывай, что происходит в этой семье»).
- «Родитель-параноик» (родитель испытывает постоянный и иррациональный страх, сопровождаемый гневом и ложными обвинениями в том, что его ребёнок не замышляет ничего хорошего, или что другие замышляют причинить ему вред).
- «Без друзей» (родители не поощряют, запрещают или мешают своему ребёнку заводить друзей того же возраста и пола).
- Рокировка (родители ожидают, что их несовершеннолетние дети позаботятся о них).
- «Не твоё дело» (детям постоянно говорят, что им не должно быть дело до их брата или сестры, который часто создаёт проблемы).
- Эгалитаризм (либо ребёнку младшего возраста разрешается делать всё, что разрешается старшему ребёнку, либо старшему ребёнку приходится годами ждать, пока младший ребёнок станет достаточно зрелым).
- «Цепной пёс» (родитель cлепо нападает на любых членов семьи, который причиняет малейшее беспокойство их любимчику в семье: супругу, партнёру или ребёнку).
- «Мой ребёнок навсегда» (родитель не позволяет одному или нескольким своим маленьким детям вырасти и начать заботиться о себе).
- «Чирлидер» (один родитель «подбадривает» второго родителя, который жестоко обращается с ребенком).
- «Злая мачеха» (приёмный или сводный родитель вынужден заботиться о своем небиологическом ребёнке, хотя на самом деле этого не хочет, но должен это делать для продолжения отношений со своим супругом или партнёром).
- «Политик» (родитель, который постоянно даёт детям обещания или соглашается с ними, на самом деле не собираясь их выполнять).
- «Это табу» (родители отвергают любые вопросы детей о сексуальности, беременности, романтических отношениях, половом созревании, определённых областях анатомии, наготе и т.д.)
- «Козёл отпущения» (одного ребёнка, который обычно выбирается матерью, делают виновником всех бед, в то время как общая дисфункция семьи остаётся скрытой).

## Дети

### Модели дисфункционального поведения
Как правило, дети, растущие в неблагополучной семье, придерживаются одной или нескольких базовых ролей из следующих шести:
1. «Золотой ребёнок» (ребёнок достигает высоких результатов внутри семьи или за её пределами (например, в учёбе или спорте), чтобы убежать из неблагополучной семьи. Как правило, в семье он играет роль "отшельника", противопоставляя себя остальной семье, заискивает перед родителями  с целью получить благосклонность и одобрение, либо наоборот защищается от критики со стороны остальных членов семьи)[13].
2. «Проблемный ребёнок», «бунтарь» или «рубящий правду-матку»:
  1. Ребёнок сам является источником дисфункции в семье, поскольку создаёт большинство проблем.
  2. Ребёнок таким образом реагирует на дисфункцию в семье (часто — в попытке переключить на себя внимание, обращённое на другого члена семьи, который демонстрирует образец плохого поведения).
  3. Ребёнок является козлом отпущения, которому другие члены семьи необоснованно отводят роль «проблемного ребёнка», либо даже неправомерно обвиняют ребёнка в дисфункции в семье, хотя сами являются источником этой дисфункции.
3. Опекун (ребёнок взваливает на себя ответственность за эмоциональное благополучие семьи, часто беря на себя родительскую роль — внутрисемейный вариант "золотого ребёнка").
4. Потерянный ребёнок (ребёнок является незаметным, замкнутым и тихим, его потребности игнорируются или скрываются)[14].
5. «Придворный клоун» (ребёнок ведет себя эпатажно, чтобы отвлечь внимание от усугубляющихся проблемах в семье).
6. «Оппортунист» или «Вдохновитель»[15] (ребёнок извлекает выгоду из недостатков других членов семьи, чтобы получать то, что хочет, либо является источником умиротворения и примирения для взрослых).

### Отрицательное влияние на детей
Результатом воспитания в неблагополучной семье могут стать следующие виды дисфункционального поведения (которое может проявляться как во время взросления и жизни в неблагополучной семье, так и после взросления):
- "Взрослеют слишком быстро", являются неспособными быть игривыми и ребячливыми, либо же наоборот, взрослеют слишком медленно или дисгармонично (например, хорошо себя ведут, но не в состоянии ухаживать за собой).
- Имеют умеренные или тяжёлые проблемы с психическим здоровьем, включая возможную депрессию, тревогу[16] и суицидальные мысли.
- Подвержены аддикциям в т.ч. химическим зависимостям (например, алкоголизм и наркомания, особенно если родители или друзья тоже были зависимыми от психоактивных веществ), игромании, клептомании, любовной зависимости, созависимости и т.д.).
- Запугивают и доставляют неудобство другим членам семьи, либо наоборот, становятся их жертвой (возможна смена ролей «жертвы» и «преследователя» в зависимости от обстоятельств).
- Отрицают серьёзность положения в семье.
- Испытывают к членам семьи поляризованные чувства («отношения любви и ненависти»).
- Совершают сексуальные преступления, среди которых может быть и педофилия[17].
- Испытывают трудности в построении здоровых отношений со сверстниками (обычно из-за застенчивости или расстройства личности).
- Изолируют себя от общества, проводя много времени в Интернете, за просмотром телевизора, видеоиграми, прослушиванием музыки, устраивают выезды на ночные прогулки в одиночестве, а также отвлекают себя другой деятельностью, в которой отсутствует личное и социальное взаимодействие.
- Испытывают злость, тревогу, депрессию, изоляцию от других или чувствуют себя нелюбимыми.
- Имеют расстройства речи (в связи с эмоциональным насилием)[18].
- Становятся недоверчивыми или даже параноиками.
- Совершают правонарушения различной степени тяжести.
- Имеют проблемы с успеваемостью в учебных заведениях.
- Имеют низкую самооценку и трудности в выражении эмоций.
- Игнорируют проблемы со здоровьем, физическим и ментальным.
- Могут демонстрировать саморазрушающее поведение, в т.ч. несут риск самоубийства.
- Демонстрирует отсутствие организации в повседневной жизни.
- Восстают против родительского авторитета или, наоборот, отстаивают свою семьи перед обществом, либо пытаются нащупать несуществующую «золотую середину», чтобы нравится всем.
- Меняются местами со своими родителями после того как вырастают, ведя себя с ними жестоко ("отыгрываются").
- Становятся эгоистичными и думают только о себе, чтобы компенсировать упущенное в детстве (поскольку не видят баланс между любовью к себе и к окружающим).
- Имеют низкую самодисциплину, когда родителей нет рядом (например, совершают неразумные траты, или оттягивают сроки выполнения различных дел до последнего — так как сталкиваются с неопределённостью реального мира, выйдя за пределы жёстких и осязаемых искусственных рамок, установленных родителями)
- В раннем возрасте находят супруга (зачастую, абьюзивного) или сбегают из дома.
- Несут риск родить детей в неблагоприятных обстоятельствах.
- Могут иметь низкие доходы или даже стать бездомными, даже если семья состоятельная.
- Ведут затворнический образ жизни без супруга, партнёра, детей или друзей.
- Могут придерживаться саморазрушительного или самоповреждающего поведения.
- Могут подаваться в религию, чтобы найти признание, которого у них никогда не было дома, либо чтобы иметь другие философские или религиозные убеждения, отличающиеся от того, чему их учили раньше.
- Сторонятся отдельных членов семьи или семьи в целом; при этом могут проводить гораздо больше времени с расширенной семьёй.
- Проецируют дисфункциональное поведение, усвоенное в семье, на другие отношения (в т.ч. на отношения с собственными детьми).

### Положительное влияние на детей
Несмотря на то, что взросление в неблагополучной семье имеет множество отрицательных последствий для ребёнка, человеческая психика бывает способна переработать сложившуюся травмирующую ситуацию так, чтобы она пошла на пользу. Как обсуждается в работе, дети, растущие в условиях препятствий и ограничений неблагополучной семьи, зачастую вырабатывают в себе психологическую резилентность — способность преодолевать стрессы и трудные жизненные периоды конструктивным путём. Резилентность в данном контексте определяется как нечто положительное, что может быть извлечено из негативного опыта в детстве. Дети, которые проходят через трудности вместе со своими родителями во время взросления, имеют возможность преодолевать эти трудности и учиться на них, чтобы выработать эффективные линии поведения для борьбы с этими трудностями. Например, когда ребёнок обнаруживает, что растёт в неблагополучной семье, он может выбрать один из двух вариантов поведения: либо изолировать себя, либо обратиться за помощью. Когда ребёнок обращается за помощью, он может со временем развить в себе резилентность, поддерживая позитивные отношения с консультантами или другими взрослыми, которым доверяет; это сделает его сильнее, когда он станет взрослым.
Резилентность — это также то, что можно развить с помощью сообществ самопомощи (например, Взрослые дети алкоголиков) и позитивного взаимодействия с другими людьми. Неблагополучная семья может быть источником большого количества травм для детей. Когда дети сближаются и помогают друг другу в процессе проработки травмы, они могут получать утешение, а это способствует развитию резилентности. Обычно травма заставляет людей чувствовать, что с ними что-то не так, и им следует держаться подальше от общества. Именно поэтому осознание того, что человек не одинок в своей борьбе, является чрезвычайно важным.